# Обіцянка на світанку (фільм, 2017)
«Обіцянка на світанку» (фр. La Promesse de l'aube) — франко-бельгійський драматичний фільм режисера Еріка Барб'є з Шарлоттою Генсбур і П'єром Ніне в головних ролях, в основу якого ліг однойменний автобіографічний роман відомого письменника Ромена Гарі. Книга вже була екранізована в 1970 році режисером Жулем Дассеном, який поставив на її основі однойменний фільм. Стрічка була номінована в 4-х категоріях на здобуття французької національної кінопремії «Сезар» за 2017 рік.

## Сюжет
Фільм розповідає про непросту долю Ромена Гарі (уродженого Романа Кацева) (П'єр Ніне), видатного французького офіцера, дипломата і письменника, який двічі став лауреатом Гонкурівської премії. Життя приготувало Ромену немало випробувань: бідність, хвороби, поневіряння. Але все це йому вдалося здолати і стати гідною людиною завдяки тому, що в нього завжди беззастережно вірила його мати Міна Кацев (Шарлотта Генсбур).
Майбутній письменник народився та провів дитинство в Польщі. Пізніше, рятуючись від переслідування фашистів через єврейське походження матері, він разом з нею переїжджає до Ніцци. У Франції Ромен вивчає юриспруденцію. З початком Другої світової війни він служить в повітряних військах, а після її завершення стає дипломатом, тим самим стримавши обіцянку, колись дану матері…

## У ролях
| • П'єр Ніне          | … | Роман Кацев, відомий як Ромен Гарі |
| • Шарлотта Генсбур   | … | Міна Кацев                         |
| • Дідьє Бурдон       | … | Алекс Губернатіс                   |
| • Жан-П'єр Дарруссен | … | Заремба                            |
| • Кетрін Маккормак   | … | Леслі Бланш                        |
| • Фіннеган Олдфілд   | … | капітан Лонжі                      |
| • Павел Пухальський  | … | Роман Кацев (8-10 років)           |
| • Немо Шифман        | … | Роман Кацев (14-16 років)          |
| • Зої Бойл           | … | поетеса                            |
| • Альберто Манейром  | … | лікар шпиталю в Мексиці            |

## Знімальна група
- Автори сценарію — Ерік Барб'є, Марі Ейнар (за романом Ромена Гарі «Обіцянка на світанку», 1960)
- Режисер-постановник — Ерік Барб'є
- Продюсери — Ерік Єхельманн, Філіпп Руссле, Жером Сейду
- Виконавчий продюсер — Петер Мішкольці
- Співпродюсери — Надя Гамліші, Адріан Політовський, Жиль Ватеркейн
- Оператор — Глінн Спекарт
- Композитор — Рено Барб'є
- Монтаж — Дженніфер Ожі
- Художники-постановники — П'єр Ренсон
- Артдиректор — Ренато Чех
- Художник з костюмів — Катрін Бушар
- Художники-декоратори — Лівен Баєс, Сесілія Блом, Дельфіна Де Касанове
- Підбір акторів — Жижі Акока

## Нагороди та номінації
| Список нагород та номінацій | Список нагород та номінацій | Список нагород та номінацій    | Список нагород та номінацій | Список нагород та номінацій | Список нагород та номінацій |
| Кінофестиваль/Кінопремія    | Рік                         | Категорія                      | Номінант(и)                 | Результат                   | Дж                          |
| --------------------------- | --------------------------- | ------------------------------ | --------------------------- | --------------------------- | --------------------------- |
| Премія «Люм'єр»             | 5.02.2018                   | Найкраща акторка               | Шарлотта Генсбур            | Номінація                   | [ 7 ]                       |
| Премія «Сезар»              | 2.03.2018                   | Найкраща акторка               | Шарлотта Генсбур            | Номінація                   | [ 5 ]                       |
| Премія «Сезар»              | 2.03.2018                   | Найкращий адаптований сценарій | Ерік Барб'є та Марі Ейнар   | Номінація                   | [ 5 ]                       |
| Премія «Сезар»              | 2.03.2018                   | Найкращі декорації             | П'єр Ренсон                 | Номінація                   | [ 5 ]                       |
| Премія «Сезар»              | 2.03.2018                   | Найкращий дизайн костюмів      | Катрін Бушар                | Номінація                   | [ 5 ]                       |

## Додаткові факти про фільм
- Спочатку на роль матері Ромена Гарі Міни Кацев планувалася Одрі Тоту, але згодом вона була замінена на Шарлотту Генсбур[8], якій для достовірного зображення своєї героїні довелося вивчити польську мову.[9]
- Роль Ромена Кацева у віці 14-16 років зіграв Немо Шифман — син кінооператора Гійома Шифмана та акторки Еммануель Берко, фіналіст французького шоу «Голос. Діти» 2014 року та номінант французької національної кінопремії «Сезар» за найкращий чоловічий дебют у фільмі «По сигарети».[10]
- Зйомки фільму проходили в Угорщині, Італії, Бельгії і в Марокко.[11]